# Actinote dicaeus
Actinote dicaeus is een vlinder uit de familie van de Nymphalidae. De wetenschappelijke naam van de soort is voor het eerst geldig gepubliceerd in 1811 door Pierre André Latreille.

## Ondersoorten
- Actinote dicaeus dicaeus
- Actinote dicaeus albofasciata (Hewitson, 1869)
- Actinote dicaeus amida (Hewitson, 1854)
- Actinote dicaeus callianira (Hübner, 1837)
- Actinote dicaeus flavibasis (Jordan, 1913)